# Ламдре
Ламдре е медитативна система, използвана в тибетския будизъм и смятана за най-висшето учение на школата Сакя. Името Ламдре се обяснява като „Пътя и неговият плод“ или „Пътят, който включва своя резултат“..
Според традицията учението е получено от индийския йогин и махасидха Вирупа от неговия тантричен буда – аспект или идам Найратмия. В резултат на практикуването на тези инструкции както се твърди Вирупа достигнал просветление.
Ламдре достига Тибет чрез индийския учен (пандит) Гаядхара, който работил с тибетския преводач (лоцава) Дрокми Сакя Йеше (993 – 1077?) върху преводите на будистките тантри. Дрокми Лоцава прекарва значително време в Непал, изучавайки както ученията на Махаяна, така и на Ваджраяна. При завръщането си в Тибет той вече е завършен будистки учен и майстор на медитацията. Той бил получил пълната приемственост на Ламдре и я предал на своите ученици. 
Учникът на Дрокми Лоцава Чо бар става учител на Сачен Кунга Нингпо, смятан за един от основателите на школата Сакя. След осемнадесет години практика той съставя коренния текст на приемствеността и я преподава на двамата си синове Лопон Сонам Цемо и Джецун Дракпа Гялцен, които на свой ред стават реализирани майстори и включват Ламдре като главната измежду практиките на школата.